# Nyálgitárosok
Nyálgitárosok (Guitar Queer-o) a South Park című rajzfilmsorozat 166. része (a 11. évad 13. epizódja). Elsőként 2007. november 7-én sugározták az Amerikai Egyesült Államokban. Magyarországon 2008. július 25-én mutatta be az MTV.

## Cselekmény
|  | Alább a cselekmény részletei következnek! |

Stan és Kyle megvásárolja a Guitar Hero II nevű játékot. Nagyon hamar profivá válnak, és nekik sikerül elérni először  a 100 ezer pontos álomhatárt. Szinte azonnal bejelentkezik a fiúkhoz Charles Kincaid, a Kincaid Tehetségkutató Cég embere. Ráveszi a két barátot arra, hogy aláírjanak egy szerződést melyben vállalják, hogy produkálnak egy 1 millió pontos játékot közönség előtt.
Mikor egyszer gyakorolnak a fiúk, az ügynök kiküldi Kyle-t, hogy válasszon egy másik kontrollert a kocsijából. Mikor Kyle kimegy a házból, Kincaid ráveszi Stan-t, hogy ne játsszon együtt a barátjával, mert Kyle lehúzza őt. Stan nehezen is, de összeáll egy másik gyerekkel, Thad Jarvis-szal.
Mikor Kyle rájön, hogy Stan kitette őt a csapatból, depresszióba esik, és elmegy egy kocsmába Guitar Hero-zni. Eközben Stan megvásárolja a játékboltos tanácsára a Heroin Hero nevű játékot(ahol egy sárkányt kell üldözni közben belőni magadat a "cuccal", de a sárkányt nem lehet elkapni). A játék hatására Stan a játék függőjévé válik és összeveszik mindenkivel. A nagy előadás előtt Stan nagyon kiüti magát a játéktól, és nagyon rossz eredményt produkál, így nem szerzi meg az 1 millió pontot, erre Kincaid szerződést bont.
Mikor hazamegy, vesz egy másik, "mezei" autós játékot. Miközben vezeti az autót, meghallja a Kansas-Carry On My Wayward Son című számát a rádióban (ezzel érték el a 100 ezer pontot), és eszébe jutnak a szép pillanatok, amiket a Kyle-lal közös játék során élt át. Ekkor elmegy a kocsmába Kyle-hoz, aki kijelenti hogy nincs Stanre szüksége, de Stan bevallja hogy neki szüksége van Kyle-ra.
Újra összeállnak, és közösen elérik az 1 millió pontot, viszont a játék vége miatt nagyon dühösek és csalódottak: a játék kommentátora "kis buziknak" nevezi őket. Az epizód végén Butters és Cartman is játszanak a Guitar Hero-val, de Butters kijelenti, hogy csak akkor, ha "ő hagyhatja szarban és mehet drogos bulikba", ezzel kimutatva azt, hogy nem tudják felfogni, mit élt át Stan és Kyle a veszekedés miatt.

## Utalások
- A Nyálgitárosok című epizódban számos szimbolikus jelentésű jelenet található.
- A Guitar Hero játékban való sikerességük szimbolizálja a tehetséget.
- Mikor Stan megvásárolja az autós játékot, az, hogy hátranéz, és úgy tolat, mint egy igazi autóval, az azt szimbolizálja, hogy vissza akar térni a régi életéhez.
- A Heroin Hero nevű (fiktív) játék a fiatal depresszív tehetségek drogozási hajlamát szimbolizálja.
- Az epizód eredeti címe (Guitar Queer-o=Gitárbuzik) utalás a játék filmbeli végére.

## Érdekességek
- A Guitar Hero egy valóban létező videójáték
- Az epizód a fiatal tehetséges művészek megpróbáltatásait mutatja be
- Mikor Stan Kyle-hoz megy beszélni a kocsmában, a kocsma előtti táblára ki van írva, hogy Kyle játszik a Guitar Hero-n. Viszont a nevét rosszul írták le (Kile Barflovski).

## Az epizódban elhangzó zenék
- Kansas - Carry on my wayward son
- Cheap Trick/Blind Melon - Surrender
- The Ramones - I wanna be sedated
- Primus - John the fisherman
- Sex Pistols - Pretty vacant
- Warrant - Cherry Pie
- Poison - Every rose has its Thorn
- Deep Wound - Video Prick
- Wolfmother - Woman
- Skid Row - I remember you
- Buckethead - Jordan
- Poison idea - Pure Hate

## Külső hivatkozások
- Nyálgitárosok Archiválva 2008. július 4-i dátummal a Wayback Machine-ben a South Park Studios hivatalos honlapon
- Nyálgitárosok az Internet Movie Database oldalon (angolul)
- Az epizódban lévő Heroin Hero játék